# Reine Nervensache 2
Reine Nervensache 2 (Originaltitel: Analyze That) ist eine US-amerikanische Filmkomödie von Harold Ramis aus dem Jahr 2002. In dieser Fortsetzung der Komödie Reine Nervensache aus dem Jahr 1999 soll der Mafiaboss Paul Vitti, dargestellt von Robert De Niro, aus dem Gefängnis entlassen werden. Da er Angst hat, Opfer eines Mordanschlags zu werden, simuliert er eine psychische Störung und wird daraufhin bei seinem Psychiater, dargestellt von Billy Crystal, untergebracht.

## Handlung
Paul Vitti sitzt im Gefängnis Sing Sing und soll bald freigelassen werden. Da er bedroht wird, simuliert er eine psychische Krankheit, um aus dem Gefängnis verlegt zu werden, tanzt auf dem Tisch des Essraums und singt Lieder der West Side Story. Dr. Ben Sobel, sein Psychiater, bürgt für ihn, so dass Vitti in seine Obhut überstellt wird und im Haus Sobels einzieht.
Vitti wird von Sobel genötigt, sich eine Arbeit zu suchen, was ihm nach mehreren Fehlschlägen letztlich als Berater am Set einer Mafia-Fernsehserie auch gelingt. Er findet heraus, dass die im Gefängnis gegen ihn versuchten Anschläge von der Mafiafamilie Rigazzi ausgingen. Das FBI verdächtigt Vitti, sich seinen ehemaligen Komplizen angeschlossen zu haben und ein Verbrechen im großen Stil zu planen. Die Agenten fordern von Sobel, dass er hilft, Vitti zu überführen. 
Sobel folgt Vitti und versucht, ihm das Verbrechen auszureden. Da die beteiligten Komplizen Dr. Sobel zu Gesicht bekommen und aufgrund des Mitwissers um ihre eigene Sicherheit besorgt sind, gibt Vitti ihn als einen weiteren Komplizen aus. Vitti und seine Leute rauben Gold im Wert von 20 Millionen Dollar, indem der Goldtransporter mit einem Kran gehoben und in einem Hof geknackt wird. Das Gold wird der Familie Rigazzi untergeschoben, vom FBI nach einem anonymen Hinweis entdeckt und sichergestellt. Zugleich werden die Mitglieder der Familie Rigazzi festgenommen, so dass Vitti guten Gewissens und gefahrlos der Mafia den Rücken kehren kann.

## Kritiken
Desson Howe schrieb in der Washington Post vom 6. Dezember 2002, der Film sei schrecklich. Man könne über ihn nichts Positives sagen. Der Film lebe allein von den beiden Hauptdarstellern, denn „die zwei Stars werfen sich die Pointen zu wie Clowns die Torten“. Nach der Meinung von Patrick Hamann von Filmstarts.de ist insbesondere die Rolle des Dr. Ben Sobel mit Billy Crystal erneut „grandios besetzt und besticht durch trockenen Humor“. Das Sequel reiche zwar nicht an den ersten Teil heran, „dennoch macht der Film Spaß, was auch an den tollen Nebendarstellern liegt“. Die Neue Zürcher Zeitung schreibt: „Bloßer Klamauk wird vermieden zugunsten von Witz und Scharfzüngigkeit. Dabei funktioniert die Komödie nach dem Schneeballprinzip: Jede Situationskomik eskaliert in die nächstfolgende. Der Film steht in der Tradition der sogenannten Screwball-Comedies, denen ausgefeilte Dialoge wichtiger sind als billige Späße und die eine stimmige Atmosphäre dem schrillen Effekt vorziehen.“ Das Lexikon des internationalen Films meint: „Fortsetzung einer Erfolgskomödie […], die zwar dieselben Hauptdarsteller aufbietet, aber weit weniger amüsant ist. Insgesamt ein eher müder Aufguss mit spärlichen Gags, der bestenfalls den filmischen Niedergang der italienischen Mafia zur Schießbuden-Figur fortschreibt.“

## Hintergrund
- Der Film spielte in den Kinos der USA 32,1 Millionen US-Dollar ein – weit weniger als Reine Nervensache mit über 100 Millionen US-Dollar.
- Die im Film vorkommende Serie Little Caesar ist eine Anspielung auf den Gangsterfilm Der kleine Caesar aus dem Jahre 1931.
- Dieser Film war der letzte, den der zwei Jahre später verstorbene Joe Viterelli drehte.[7]